# Bariera rasowa
Bariera rasowa (ang. color barrier) − zjawisko o podłożu rasistowskim występujące w boksie amerykańskim na przełomie XIX i XX wieku; polegało na niedopuszczaniu czarnoskórych bokserów do walk o najwyższe tytuły w cieszącej się największą popularnością i prestiżem wadze ciężkiej.
Za twórcę bariery rasowej uważa się Johna L. Sullivana, który będąc mistrzem świata obawiał się utraty tytułu na rzecz świetnego czarnoskórego pięściarza Petera Jacksona. W 1890 roku oświadczył on, że jako przedstawiciel białej rasy nie ma zamiaru walczyć z Jacksonem ani żadnym innym "kolorowym". Na to stanowisko powoływali się później inni biali mistrzowie. 
Bariera została tymczasowo złamana, gdy w latach 1908-1915 mistrzem świata był Jack Johnson. Większość amerykańskiego społeczeństwa i środowiska pięściarskiego nie mogła się jednak z tym pogodzić, czego rezultatem było usilne poszukiwanie białego pięściarza, który mógłby pokonać Johnsona (wtedy też ukuto termin „wielka nadzieja białych”), a także organizowanie walk o alternatywne „mistrzostwo świata białej rasy”. Bariera rasowa funkcjonowała w zawodowym boksie do lat 30. XX wieku, kiedy to drugim w historii czarnoskórym mistrzem świata wszechwag został Joe Louis.